# François Gibens
François Gibens (1896. – 1964.) olimpiai ezüstérmes belga tornász.
Ez első világháború után az 1920. évi nyári olimpiai játékokon indult, és mint tornász versenyzett. Csapat összetettben ezüstérmes lett, míg egyéni összetettben a 11. helyen végzett.